# Pepe Calabuig
José "Pepe" Calabuig Castelló (Alcoy, Alicante, 30 de agosto de 1947) es un periodista español.

## Biografía
Periodista de trayectoria fundamentalmente escrita, en la última etapa de su carrera, sin embargo, ha alcanzado mayor notoriedad por sus apariciones en televisión.
Tras iniciarse en el periodismo en su tierra natal en medios como los periódicos Ciudad de Alcoy, La Verdad o Levante-EMV, en 1976 se instala en Madrid, colaborando en las publicaciones Gente y Personas, hasta recalar en 1977 en la revista Interviú. En esta publicación desarrolla buena parte de su carrera profesional durante más de 30 años, llegando a alcanzar el cargo de subdirector.
Sus colaboraciones en televisión se remontan a 1981, con el programa Esta noche, que dirigía Fernando García Tola.
Sin embargo, su mayor proyección pública se produce una vez iniciada la década de 2000, cuando se convierte en uno de los colaboradores habituales de la cadena de televisión Telecinco, participando, en calidad de entrevistador de personajes populares, en numerosos programas como Crónicas marcianas (2000-2002), Salsa rosa (2002-2006), La Noria (2007-2012) y Sálvame Deluxe (2009-2012).
En otras cadenas, colaboró en Telemadrid con Con T de tarde (2001-2003), que conducía Terelu Campos y Antena 3 con En Antena (2006-2007), junto a Jaime Cantizano y posteriormente Espejo Público (2012-)
Además, en 2002 hizo una pequeña incursión en el mundo de la interpretación, realizando un cameo en un episodio de la serie Periodistas.
En 2004 su trayectoria profesional fue premiada por el Círculo de Economía de Alicante, organización que agrupa a más de 400 empresarios y profesionales.

## Programas destacados en televisión
| Año               | Programa           | Cadena     |
| ----------------- | ------------------ | ---------- |
| 1981 - 1982       | Esta noche         | TVE        |
| 2000 - 2002       | Crónicas Marcianas | Telecinco  |
| 2001 - 2003       | Con T de tarde     | Telemadrid |
| 2002 - 2006       | Salsa rosa         | Telecinco  |
| 2006 - 2007       | En Antena          | Antena 3   |
| 2007 - 2012       | La noria           | Telecinco  |
| 2009 - 2012       | Sálvame Deluxe     | Telecinco  |
| 2012 - actualidad | Espejo Público     | Antena 3   |
| 2014 - actualidad | La Diana de...     | Antena 3   |